# Carex lowei
Carex lowei é uma espécie de planta com flor pertencente à família Cyperaceae. 
A autoridade científica da espécie é (A.J.Lowe) Bech., tendo sido publicada em Candollea 8: 15. 1939.

## Portugal
Trata-se de uma espécie presente no território português, nomeadamente no Arquipélago da Madeira.
Em termos de naturalidade é endémica da região atrás referidas.

## Protecção
Não se encontra protegida por legislação portuguesa ou da Comunidade Europeia.